# Lista de mesorregiões e microrregiões de Pernambuco

Mapa de Pernambuco mostrando seus municípios agrupados em microrregiões, que por sua vez estão agrupadas em mesorregiões.

Esta é a lista de mesorregiões e microrregiões de Pernambuco, estado brasileiro da Região Nordeste do país. O estado de Pernambuco foi dividido geograficamente pelo IBGE em cinco mesorregiões, que por sua vez abrangiam 19 microrregiões, segundo o quadro vigente entre 1989 e 2017.
Em 2017, o IBGE extinguiu as mesorregiões e microrregiões, criando um novo quadro regional brasileiro, com novas divisões geográficas denominadas, respectivamente, regiões geográficas intermediárias e imediatas.

## Mesorregiões de Pernambuco
| Mesorregião                | Código | Número de municípios | Localização                  | Microrregiões                  | Código |
| -------------------------- | ------ | -------------------- | ---------------------------- | ------------------------------ | ------ |
| Sertão Pernambucano        | 01     | 41                   |                              | Araripina                      | 001    |
| Sertão Pernambucano        | 01     | 41                   | Salgueiro                    | 002                            |        |
| Sertão Pernambucano        | 01     | 41                   | Pajeú                        | 003                            |        |
| Sertão Pernambucano        | 01     | 41                   | Sertão do Moxotó             | 004                            |        |
| São Francisco Pernambucano | 02     | 15                   |                              | Petrolina                      | 005    |
| São Francisco Pernambucano | 02     | 15                   | Itaparica                    | 006                            |        |
| Agreste Pernambucano       | 03     | 71                   |                              | Vale do Ipanema                | 007    |
| Agreste Pernambucano       | 03     | 71                   | Vale do Ipojuca              | 008                            |        |
| Agreste Pernambucano       | 03     | 71                   | Alto Capibaribe              | 009                            |        |
| Agreste Pernambucano       | 03     | 71                   | Médio Capibaribe             | 010                            |        |
| Agreste Pernambucano       | 03     | 71                   | Garanhuns                    | 011                            |        |
| Agreste Pernambucano       | 03     | 71                   | Brejo Pernambucano           | 012                            |        |
| Mata Pernambucana          | 04     | 43                   |                              | Mata Setentrional Pernambucana | 013    |
| Mata Pernambucana          | 04     | 43                   | Vitória de Santo Antão       | 014                            |        |
| Mata Pernambucana          | 04     | 43                   | Mata Meridional Pernambucana | 015                            |        |
| Metropolitana do Recife    | 05     | 15                   |                              | Itamaracá                      | 016    |
| Metropolitana do Recife    | 05     | 15                   | Recife                       | 017                            |        |
| Metropolitana do Recife    | 05     | 15                   | Suape                        | 018                            |        |
| Metropolitana do Recife    | 05     | 15                   | Fernando de Noronha          | 019                            |        |

## Microrregiões de Pernambuco divididas por mesorregiões

### Mesorregião do Sertão Pernambucano
| Microrregião     | Código | Localização               | Municípios            |
| ---------------- | ------ | ------------------------- | --------------------- |
| Araripina        | 001    |                           | Araripina             |
| Araripina        | 001    | Bodocó                    |                       |
| Araripina        | 001    | Exu                       |                       |
| Araripina        | 001    | Granito                   |                       |
| Araripina        | 001    | Ipubi                     |                       |
| Araripina        | 001    | Moreilândia               |                       |
| Araripina        | 001    | Ouricuri                  |                       |
| Araripina        | 001    | Santa Cruz                |                       |
| Araripina        | 001    | Santa Filomena            |                       |
| Araripina        | 001    | Trindade                  |                       |
| Salgueiro        | 002    |                           | Cedro                 |
| Salgueiro        | 002    | Mirandiba                 |                       |
| Salgueiro        | 002    | Parnamirim                |                       |
| Salgueiro        | 002    | Salgueiro                 |                       |
| Salgueiro        | 002    | São José do Belmonte      |                       |
| Salgueiro        | 002    | Serrita                   |                       |
| Salgueiro        | 002    | Verdejante                |                       |
| Pajeú            | 003    |                           | Afogados da Ingazeira |
| Pajeú            | 003    | Brejinho                  |                       |
| Pajeú            | 003    | Calumbi                   |                       |
| Pajeú            | 003    | Carnaíba                  |                       |
| Pajeú            | 003    | Flores                    |                       |
| Pajeú            | 003    | Iguaracy                  |                       |
| Pajeú            | 003    | Ingazeira                 |                       |
| Pajeú            | 003    | Itapetim                  |                       |
| Pajeú            | 003    | Quixaba                   |                       |
| Pajeú            | 003    | Santa Cruz da Baixa Verde |                       |
| Pajeú            | 003    | Santa Terezinha           |                       |
| Pajeú            | 003    | São José do Egito         |                       |
| Pajeú            | 003    | Serra Talhada             |                       |
| Pajeú            | 003    | Solidão                   |                       |
| Pajeú            | 003    | Tabira                    |                       |
| Pajeú            | 003    | Triunfo                   |                       |
| Pajeú            | 003    | Tuparetama                |                       |
| Sertão do Moxotó | 004    |                           | Arcoverde             |
| Sertão do Moxotó | 004    | Betânia                   |                       |
| Sertão do Moxotó | 004    | Custódia                  |                       |
| Sertão do Moxotó | 004    | Ibimirim                  |                       |
| Sertão do Moxotó | 004    | Inajá                     |                       |
| Sertão do Moxotó | 004    | Manari                    |                       |
| Sertão do Moxotó | 004    | Sertânia                  |                       |

### Mesorregião do São Francisco Pernambucano
| Microrregião | Código | Localização              | Municípios             |
| ------------ | ------ | ------------------------ | ---------------------- |
| Petrolina    | 005    |                          | Afrânio                |
| Petrolina    | 005    | Cabrobó                  |                        |
| Petrolina    | 005    | Dormentes                |                        |
| Petrolina    | 005    | Lagoa Grande             |                        |
| Petrolina    | 005    | Orocó                    |                        |
| Petrolina    | 005    | Petrolina                |                        |
| Petrolina    | 005    | Santa Maria da Boa Vista |                        |
| Petrolina    | 005    | Terra Nova               |                        |
| Itaparica    | 006    |                          | Belém do São Francisco |
| Itaparica    | 006    | Carnaubeira da Penha     |                        |
| Itaparica    | 006    | Floresta                 |                        |
| Itaparica    | 006    | Itacuruba                |                        |
| Itaparica    | 006    | Jatobá                   |                        |
| Itaparica    | 006    | Petrolândia              |                        |
| Itaparica    | 006    | Tacaratu                 |                        |

### Mesorregião do Agreste Pernambucano
| Microrregião       | Código | Localização              | Municípios  |
| ------------------ | ------ | ------------------------ | ----------- |
| Vale do Ipanema    | 007    |                          | Águas Belas |
| Vale do Ipanema    | 007    | Buíque                   |             |
| Vale do Ipanema    | 007    | Itaíba                   |             |
| Vale do Ipanema    | 007    | Pedra                    |             |
| Vale do Ipanema    | 007    | Tupanatinga              |             |
| Vale do Ipanema    | 007    | Venturosa                |             |
| Vale do Ipojuca    | 008    |                          | Alagoinha   |
| Vale do Ipojuca    | 008    | Belo Jardim              |             |
| Vale do Ipojuca    | 008    | Bezerros                 |             |
| Vale do Ipojuca    | 008    | Brejo da Madre de Deus   |             |
| Vale do Ipojuca    | 008    | Cachoeirinha             |             |
| Vale do Ipojuca    | 008    | Capoeiras                |             |
| Vale do Ipojuca    | 008    | Caruaru                  |             |
| Vale do Ipojuca    | 008    | Gravatá                  |             |
| Vale do Ipojuca    | 008    | Jataúba                  |             |
| Vale do Ipojuca    | 008    | Pesqueira                |             |
| Vale do Ipojuca    | 008    | Poção                    |             |
| Vale do Ipojuca    | 008    | Riacho das Almas         |             |
| Vale do Ipojuca    | 008    | Sanharó                  |             |
| Vale do Ipojuca    | 008    | São Bento do Una         |             |
| Vale do Ipojuca    | 008    | São Caetano              |             |
| Vale do Ipojuca    | 008    | Tacaimbó                 |             |
| Alto Capibaribe    | 009    |                          | Casinhas    |
| Alto Capibaribe    | 009    | Frei Miguelinho          |             |
| Alto Capibaribe    | 009    | Santa Cruz do Capibaribe |             |
| Alto Capibaribe    | 009    | Santa Maria do Cambucá   |             |
| Alto Capibaribe    | 009    | Surubim                  |             |
| Alto Capibaribe    | 009    | Taquaritinga do Norte    |             |
| Alto Capibaribe    | 009    | Toritama                 |             |
| Alto Capibaribe    | 009    | Vertente do Lério        |             |
| Alto Capibaribe    | 009    | Vertentes                |             |
| Médio Capibaribe   | 010    |                          | Bom Jardim  |
| Médio Capibaribe   | 010    | Cumaru                   |             |
| Médio Capibaribe   | 010    | Feira Nova               |             |
| Médio Capibaribe   | 010    | João Alfredo             |             |
| Médio Capibaribe   | 010    | Limoeiro                 |             |
| Médio Capibaribe   | 010    | Machados                 |             |
| Médio Capibaribe   | 010    | Orobó                    |             |
| Médio Capibaribe   | 010    | Passira                  |             |
| Médio Capibaribe   | 010    | Salgadinho               |             |
| Médio Capibaribe   | 010    | São Vicente Férrer       |             |
| Garanhuns          | 011    |                          | Angelim     |
| Garanhuns          | 011    | Bom Conselho             |             |
| Garanhuns          | 011    | Brejão                   |             |
| Garanhuns          | 011    | Caetés                   |             |
| Garanhuns          | 011    | Calçado                  |             |
| Garanhuns          | 011    | Canhotinho               |             |
| Garanhuns          | 011    | Correntes                |             |
| Garanhuns          | 011    | Garanhuns                |             |
| Garanhuns          | 011    | Iati                     |             |
| Garanhuns          | 011    | Jucati                   |             |
| Garanhuns          | 011    | Jupi                     |             |
| Garanhuns          | 011    | Jurema                   |             |
| Garanhuns          | 011    | Lagoa do Ouro            |             |
| Garanhuns          | 011    | Lajedo                   |             |
| Garanhuns          | 011    | Palmeirina               |             |
| Garanhuns          | 011    | Paranatama               |             |
| Garanhuns          | 011    | Saloá                    |             |
| Garanhuns          | 011    | São João                 |             |
| Garanhuns          | 011    | Terezinha                |             |
| Brejo Pernambucano | 012    |                          | Agrestina   |
| Brejo Pernambucano | 012    | Altinho                  |             |
| Brejo Pernambucano | 012    | Barra de Guabiraba       |             |
| Brejo Pernambucano | 012    | Bonito                   |             |
| Brejo Pernambucano | 012    | Camocim de São Félix     |             |
| Brejo Pernambucano | 012    | Cupira                   |             |
| Brejo Pernambucano | 012    | Ibirajuba                |             |
| Brejo Pernambucano | 012    | Lagoa dos Gatos          |             |
| Brejo Pernambucano | 012    | Panelas                  |             |
| Brejo Pernambucano | 012    | Sairé                    |             |
| Brejo Pernambucano | 012    | São Joaquim do Monte     |             |

### Mesorregião da Mata Pernambucana
| Microrregião                   | Código | Localização              | Municípios     |
| ------------------------------ | ------ | ------------------------ | -------------- |
| Mata Setentrional Pernambucana | 013    |                          | Aliança        |
| Mata Setentrional Pernambucana | 013    | Buenos Aires             |                |
| Mata Setentrional Pernambucana | 013    | Camutanga                |                |
| Mata Setentrional Pernambucana | 013    | Carpina                  |                |
| Mata Setentrional Pernambucana | 013    | Condado                  |                |
| Mata Setentrional Pernambucana | 013    | Ferreiros                |                |
| Mata Setentrional Pernambucana | 013    | Goiana                   |                |
| Mata Setentrional Pernambucana | 013    | Itambé                   |                |
| Mata Setentrional Pernambucana | 013    | Itaquitinga              |                |
| Mata Setentrional Pernambucana | 013    | Lagoa de Itaenga         |                |
| Mata Setentrional Pernambucana | 013    | Lagoa do Carro           |                |
| Mata Setentrional Pernambucana | 013    | Macaparana               |                |
| Mata Setentrional Pernambucana | 013    | Nazaré da Mata           |                |
| Mata Setentrional Pernambucana | 013    | Paudalho                 |                |
| Mata Setentrional Pernambucana | 013    | Timbaúba                 |                |
| Mata Setentrional Pernambucana | 013    | Tracunhaém               |                |
| Mata Setentrional Pernambucana | 013    | Vicência                 |                |
| Vitória de Santo Antão         | 014    |                          | Chã de Alegria |
| Vitória de Santo Antão         | 014    | Chã Grande               |                |
| Vitória de Santo Antão         | 014    | Glória do Goitá          |                |
| Vitória de Santo Antão         | 014    | Pombos                   |                |
| Vitória de Santo Antão         | 014    | Vitória de Santo Antão   |                |
| Mata Meridional Pernambucana   | 015    |                          | Água Preta     |
| Mata Meridional Pernambucana   | 015    | Amaraji                  |                |
| Mata Meridional Pernambucana   | 015    | Barreiros                |                |
| Mata Meridional Pernambucana   | 015    | Belém de Maria           |                |
| Mata Meridional Pernambucana   | 015    | Catende                  |                |
| Mata Meridional Pernambucana   | 015    | Cortês                   |                |
| Mata Meridional Pernambucana   | 015    | Escada                   |                |
| Mata Meridional Pernambucana   | 015    | Gameleira                |                |
| Mata Meridional Pernambucana   | 015    | Jaqueira                 |                |
| Mata Meridional Pernambucana   | 015    | Joaquim Nabuco           |                |
| Mata Meridional Pernambucana   | 015    | Maraial                  |                |
| Mata Meridional Pernambucana   | 015    | Palmares                 |                |
| Mata Meridional Pernambucana   | 015    | Primavera                |                |
| Mata Meridional Pernambucana   | 015    | Quipapá                  |                |
| Mata Meridional Pernambucana   | 015    | Ribeirão                 |                |
| Mata Meridional Pernambucana   | 015    | Rio Formoso              |                |
| Mata Meridional Pernambucana   | 015    | São Benedito do Sul      |                |
| Mata Meridional Pernambucana   | 015    | São José da Coroa Grande |                |
| Mata Meridional Pernambucana   | 015    | Sirinhaém                |                |
| Mata Meridional Pernambucana   | 015    | Tamandaré                |                |
| Mata Meridional Pernambucana   | 015    | Xexéu                    |                |

### Mesorregião Metropolitana do Recife
| Microrregião        | Código | Localização             | Municípios              |
| ------------------- | ------ | ----------------------- | ----------------------- |
| Itamaracá           | 016    |                         | Araçoiaba               |
| Itamaracá           | 016    | Igarassu                |                         |
| Itamaracá           | 016    | Ilha de Itamaracá       |                         |
| Itamaracá           | 016    | Itapissuma              |                         |
| Recife              | 017    |                         | Abreu e Lima            |
| Recife              | 017    | Camaragibe              |                         |
| Recife              | 017    | Jaboatão dos Guararapes |                         |
| Recife              | 017    | Moreno                  |                         |
| Recife              | 017    | Olinda                  |                         |
| Recife              | 017    | Paulista                |                         |
| Recife              | 017    | Recife                  |                         |
| Recife              | 017    | São Lourenço da Mata    |                         |
| Suape               | 018    |                         | Cabo de Santo Agostinho |
| Suape               | 018    | Ipojuca                 |                         |
| Fernando de Noronha | 019    |                         | Fernando de Noronha     |